# Bahamaspotlijster
De bahamaspotlijster (Mimus gundlachii) is een vogelsoort uit de familie mimidae die voorkomt op de Bahama's, Cuba, de Turks- en Caicoseilanden en Jamaica.
De soort telt twee ondersoorten:
- M. g. gundlachii: de Bahama's, de eilandjes nabij noordelijk Cuba, de Turks en Caicoseilanden.
- M. g. hillii: zuidelijk Jamaica.